# Alberto Lleras Puga
Alberto Lleras Puga (1936) es un músico, empresario y político colombiano. Fue miembro de la junta directiva del Canal Caracol.
Es hijo de Alberto Lleras Camargo y Bertha Puga. Estuvo casado con la afamada cantante colombiana de los 50 Matilde Díaz, de la orquesta de Lucho Bermúdez.

## Biografía
Alberto nació en 1936 en el hogar de Alberto Lleras y Bertha Puga.
Su padre fue elegido presidente en 1945 para reemplazar al titular Alfonso López Pumarejo. También ejerció la secretaría general de la OEA, que fue fundada en 1948. Bajo la dictadura de Rojas Pinilla, firmó dos pactos con el conservador Laureano Gómez sobre la alternación bipartidista en Colombia. En 1958 fue elegido por voto popular para ser presidente de 1958 a 1962, siendo el primer mandatario del sistema del Frente Nacional. Como presidente entabló relaciones con los Estados Unidos. Adicionalmente uno de los primos segundos de su padre, Carlos Lleras Restrepo, fue también presidente de Colombia a finales de los años 60.
A pesar de todo lo anterior, Alberto Lleras Puga no se interesó en la política, y se entregó de lleno a la música y la vida bohemia. Se sabe que cantaba en fiestas privadas para sus amigos, e incluso llega a grabar algunas canciones con su esposa Matilde Díaz.

## Familia
Alberto es hijo del político liberal, dos veces presidente de Colombia, y primer secretario general de la OEA Alberto Lleras Camargo, y de la primera dama Bertha Puga.
Su padre era nieto de Lorenzo María Lleras, político de los primeros años de la república y amigo del expresidente Santander. Así mismo era primo del científico Federico Lleras, cuyo hijo más famoso fue el expresidente Carlos Lleras Restrepo. También es sobrino del exsenador y diplomático Felipe Lleras Camargo.
Su madre era hija del expresidente de Chile y militar Arturo Puga.
Alberto es hermano de Consuelo Lleras, política y activista femenina, y tío del periodista, abogado y activista Felipe Zuleta Lleras.

### Matrimonio
Alberto se casó en 1964 con la cantante Matilde Díaz, exesposa del afamado músico Lucho Bermúdez y su voz principal.
El matrimonio fue motivo de escándalo para la sociedad de la época, ya que Matilde abandonó a Bermúdez para casarse con Alberto, y segundo, porque Alberto pertenecía a una familia acomodada. A partir de la fecha, su esposa empezó a usar el nombre de Matilde Díaz de Lleras.